# Идолопоклонство
Идолопокло́нство, идолопокло́нничество, идолослуже́ние — поклонение идолам (обычное для многобожия) как религиозный культ.
В авраамических религиях идолопоклонство означает поклонение чему-либо или кому-либо кроме «Единого Бога». В этих монотеистических религиях идолопоклонство рассматривалось как «поклонение ложным Богам» и запрещено такими текстами, как Десять заповедей.

## Иудаизм
Идолопоклонство, на иврите — עבודה זרה (авода зара) — «чуждая служба», то есть поклонение чужому, с точки зрения иудеев, не существующему божеству.
Иудаизм запрещает любую форму идолопоклонства, даже если оно используется для поклонения единому Богу иудаизма, как это произошло во время греха с золотым тельцом. Согласно второму слову десяти заповедей: «не делай себе кумира и никакого изображения того, что на небе вверху, и что на земле внизу, и что в воде ниже земли». Поклонение чужим богам в любой форме или через иконы запрещено.
Многие еврейские раввины, такие как Саадия Гаон, Бахия ибн Пакуда и Иегуда Галеви, подробно рассматривали вопросы идолопоклонства. Одно из часто цитируемых рассуждений — комментарий раввина Моше бен Маймона (Маймонида) об идолопоклонстве. Согласно толкованию Маймонида, идолопоклонство само по себе не является фундаментальным грехом, но тяжким грехом является отрицание вездесущности Бога, которое происходит из-за веры в то, что Бог может быть телесным. Согласно иудейской вере, единственным образом Бога является человек, тот, кто живёт и мыслит; у Бога нет видимой формы, и абсурдно создавать изображения или поклоняться им; вместо этого человек должен поклоняться только невидимому Богу.
В примитивной обиходной форме идолопоклонство существовало с глубокой древности также и среди евреев в виде почитания домашних божков. О бытовании таких «семейных» идолов (трафим) в эпохи патриархов, Судей и даже во времена царя Саула свидетельствуют многие стихи Библии. В Библии и раввинистической литературе идолопоклонство (включая изготовление идолов или символов божеств) считается самым тяжким грехом, и борьба с ним занимает центральное место в религиозной жизни еврейского народа почти на всем её протяжении.

## Христианство

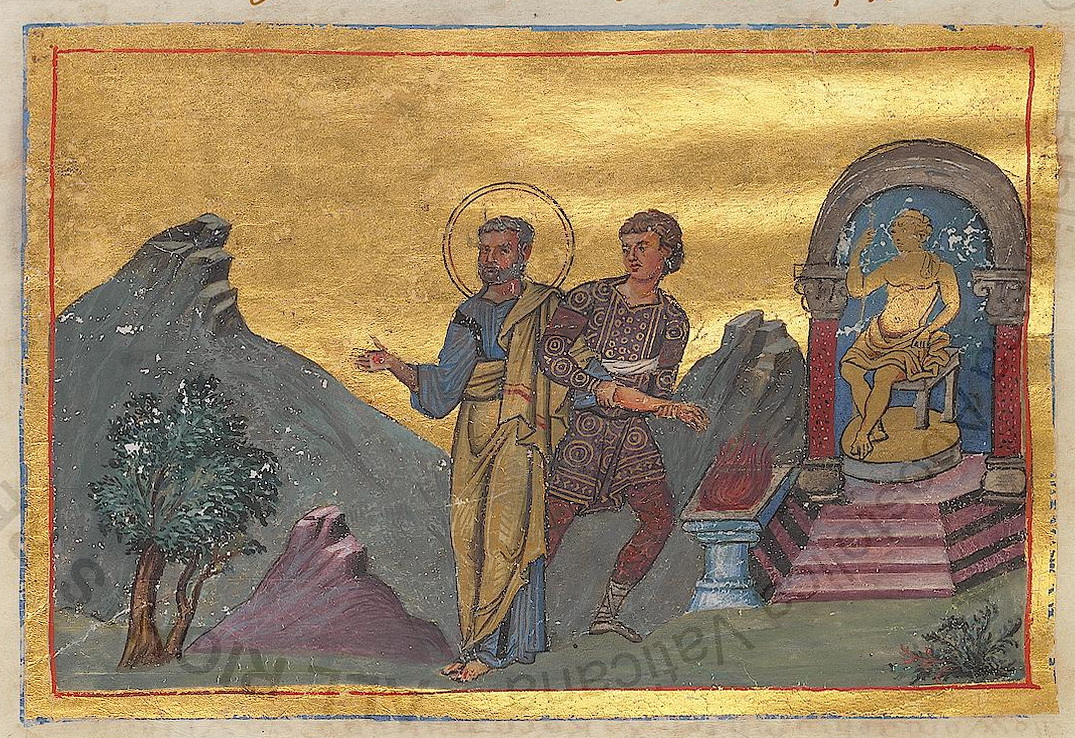
Святой мученик Варлаам Антиохийский, влекомый поклоняться идолу. «Минологий Василия II», X век
«Во время гонения на христиан императора Диоклитиана (284—305), святой Варлаам в престарелом возрасте был схвачен, приведен на суд, где исповедал себя христианином. Судья, желая принудить святого к отречению от Христа, приказал подвести святого Варлаама — к языческому алтарю, вытянуть его правую руку и положить на ладонь зажженную курильницу с ладаном. Мучитель рассчитывал на то, что физически слабый человек не выдержит и бросит раскаленную курильницу на алтарь и, таким образом, принесет жертву идолу. Но святой держал курильницу до тех пор, пока у него не сгорели на руке пальцы. После этого святой мученик Варлаам предал свою душу Господу»

По мнению чтимого христианами апостола Павла:

мы знаем, что идол в мире ничто, и что нет иного Бога, кроме Единого
— 1Кор. 8:4
.
Христианский догмат иконопочитания подчёркивает, что чествование икон и поклонение им (в смысле поклона, внешнего знака почтения, а не служения-латрии, «приличествующего одному только Божескому естеству») относится не к самому изображению и, тем более, не к материалу, из которого оно изготовлено, а к изображённому лицу (первообразу) — следовательно, не имеет характера идолопоклонства. Согласно христианству, иконопочитание возможно по причине Воплощения Бога-Слова, Иисуса Христа, изображаемого по человеческой природе, от которой в Его единой ипостаси неотделима природа Божественная. В соответствии с определением «Честь, воздаваемая образу, восходит к первообразу», образ, указывающий на Личности (ипостаси), есть действительно (по действию-энергии) сама Личность, хотя и не тождественен ей.
Догмат о почитании икон отвергается рядом протестантских церквей, либо считающих иконопочитание идолопоклонством, либо избегающих его как вводящего в соблазн. Протестанты, как правило, отрицают внешние знаки иконопочитания, а некоторые радикальные течения — само использование изображений для украшения мест богослужения. Тем не менее, они в большинстве случаев не разделяют богословской аргументации иконоборцев о неизобразимости Христа, поэтому изображают Его и евангельские сюжеты в своей издательской продукции.

## Ислам
Ислам строго запрещает все формы идолопоклонства, которые являются частью греха ширк. В контексте Корана обычно понимается как «приписывать Аллаху партнёра». В исламе ширк — это грех, который может быть прощён только в том случае, если человек, совершивший его, попросит Бога о прощении; если человек, совершивший его, умрёт, не раскаявшись, Бог может простить любой грех, кроме ширка. На практике, особенно среди сторонников строгих консервативных направлений ислама, этот термин получил широкое распространение и означает обожествление кого-либо или чего-либо, кроме единого Бога.